# 両成敗 (アルバム)
『両成敗』（りょうせいばい）は、日本のバンド・ゲスの極み乙女の2枚目のオリジナルアルバム。2016年1月13日にワーナーミュージック・ジャパンから発売された。
2015年に発売されたシングルが収録され、ロック、ジャズ・ロック、マスロック、ヒップホップ、プログレッシブと多彩なジャンルの楽曲が並んでいるのが特徴であり、このアルバムは複数の音楽批評家から肯定的評価を受けている。
またシングル、アルバム通じてバンドにとって初の主要音楽チャートの首位獲得となった。

## 制作と背景
「両成敗」は、前作『魅力がすごいよ』から1年2か月ぶりとなるスタジオ・アルバムである。2015年10月30日にアルバムの発売が発表され、同年11月19日に収録曲、曲順などの詳細情報が解禁された後、12月15日にアルバムのジャケット写真が公開された。収録曲の全てをバンドのフロントマン川谷絵音が手掛けたアルバムは、バンドがシングルとして発売した楽曲のうち、「私以外私じゃないの」、「パラレルスペック (funky ver.) 」、「ロマンスがありあまる」、「サイデンティティ」、「オトナチック」、「無垢な季節」が収録され、新曲として11曲の楽曲が収録されている。また、リード曲として音楽配信サイトで、2016年1月1日に「両成敗でいいじゃない」が発売された。
バンドは、レコーディングを2015年の8月中旬に行った2週間程度の合宿でほとんど終わらせており、合宿の内容を一部、初回限定盤DVDに収録している。また、あるレコーディングの際には、川谷がゲスの極み乙女。と同時にフロントマンを務めるバンド、indigo la Endと同時にレコーディングを行い、川谷が両バンドのレコーディングを行きかいするレコーディングスケジュールを取っていた。アルバムのタイトルである「両成敗」は、元々の「事のいかんを問わず、事件を起こした当事者の双方を罰する」といった意味で付けたタイトルではなく、川谷の「パッとの思いつき」であり、先にタイトルだけが決まり、収録曲が決まっていない状態が制作過程であったという（前作の「魅力がすごいよ」の直後には決まっていた）。
「両成敗でいいじゃない」は、元々は別の激しい曲を作っていたがindigo la Endのレコーディングを終えたときに違う曲をやりたいと提案。当初の曲を練習していたメンバーは困惑しながらも、5時間で曲を完成させた。また当初リード曲は「セルマ」か「シリアルシンガー」にしようと川谷は考えていたものの、レコーディングをした際に、「やっぱこれリード曲じゃない?」と感じたことにより、「両成敗でいいじゃない」をリード曲に選出している。同じく「両成敗」がタイトルに含まれる楽曲である「続けざまの両成敗」は、「両成敗でいいじゃない」に対して、川谷にある「両成敗感」というざっくりとした感情を表した楽曲ではなく、単純にいい曲を作ろうとしたという。「シリアルシンガー」は、川谷がタイトルを適当につけ、そのタイトルがよいと確信したことから決定した題名である。川谷自身が曲を多く作ることと、皮肉の中からの諦めから曲を制作。歌詞もタイトル同等に適当に歌っていたらAメロが完成したという。「id 1」は、制作当時の川谷の一番新しい音楽観とアレンジに沿った曲となっており、ゲスのイメージのないフォークソングに仕上がっている。また楽曲は川谷以外のメンバーが一切関わっておらず、川谷本人が打ち込みをしている。楽曲中のアコースティックギターもメンバーのものではなく、日本のインストゥルメンタルバンド、Nabowaのギタリストの景山奏を招聘している。タイトルにある「id 1」の1というのは、アルバムには収録されていないものの、「id 2」というタイトルの楽曲が存在するということから来ている。「id 2」は隠しトラックにする予定であったものの、楽曲収録数の多さから取りやめられている(次作『達磨林檎』に収録)。「心歌舞く」は、テレビ番組で川谷がNHKの取材を受けた際に、タイトルについて聞かれ、当該の楽曲名を口走った事から制作に至った楽曲である。「セルマ」は、映画的情景描写のあるサビの歌詞が特徴的な楽曲である。この楽曲の歌詞は川谷が日本のロックフェスティバル、フジロックフェスティバルで日本のバンド、クラムボンが演奏している際に、一部を思いついたという。

### プロモーション
一部のプロモーションについての事項は背景の節も参照。
2016年1月16日（21時、JST）に放送された、スペースシャワーTVの番組、『ゲスの極み乙女。「両成敗 スペシャル」』では、アルバムについての内容と、2015年10月に行われたバンドのアリーナツアーを特集。レコーディング風景などの密着などが放送された。2016年1月15日に放送された『ミュージックステーション』の2時間スペシャルでは、アルバムから「ロマンスがありあまる」を披露し、翌週の1月22日には、川谷がバンドとともに川谷がバンド同様にフロントマンを務めているバンド、indigo la Endも出演となり、川谷のダブル出演となった。ゲスの極み乙女。は、「両成敗でいいじゃない」を披露した。
タワーレコードは、バンドを2016年1月の『MONTHLY TOWER PUSH!!!』にアーティストにタワーレコード全店舗で企画を展開する企画の担当として選出している。期間中、バンドのポスターが張られるなどがされた。また、タワーレコード、TSUTAYA、ワンダーコーポレーションおよび新星堂、LoppiおよびHMVなどのチェーンストアやAmazon.co.jp、サポート店で、アルバムの購入時に各店舗によって限定特典が付く。タワーレコードは湯のみが、TSUTAYAは扇子、WonderGooおよび新星堂は箸、Amazon.co.jpでは巾着、その他サポート店では、ポスターカードが特典として各店舗およびチェーンごとに5万個限定で配布された。

### タイアップ
アルバムに収録された楽曲は複数のタイアップを行っている。（個別記事のある楽曲については、該当記事も参照のこと。）
シングルとしてもリリースされた、「ロマンスがありあまる」 は、トヨタ自動車の「ポルテ」および「スペイド」のCMソングとして使用されており、バンドが出演・演奏するシーンなどが放映されている。また、このCMは日本テレビ限定として放映された。映画『ストレイヤーズ・クロニクル』においては、バンドが主題歌および挿入歌を務めており、主題歌に「ロマンスがありあまる」、挿入歌に「サイデンティティ」を提供している。
「オトナチック」は、NTTドコモのサービス、dヒッツの CMソングとして起用されている。。「私以外私じゃないの」 は、 「コカ・コーラ」ネームボトルキャンペーンのCMソングとして、楽曲を提供している。シングルとしてリリースされた楽曲以外のタイアップとしては、GREEのスマホゲーム、『消滅都市』のテーマソングCM、タマシイの声/SIDE-Aにバンドはアルバムの新曲、「煙る」を提供している。

## 評価

### 評論家による評価
| 音楽評論家によるレビュー | 音楽評論家によるレビュー |
| レビュー・スコア         | レビュー・スコア         |
| 出典                     | 評価                     |
| ------------------------ | ------------------------ |
| ロッキング・オン         | 肯定的                   |
| Skream!                  | 肯定的                   |
| タワーレコード           | 平均的                   |
| 『WHAT's IN?』           | 肯定的                   |

「両成敗」は、複数の音楽評論家からの肯定的評価を得ている。
『ロッキング・オン』の小松香里は、「どんなにプログレッシヴであろうが、どんなにアヴァンギャルドであろうが、とにかく圧倒的なクオリティと知性と戦略があれば、燦然と輝くポップアルバムになりえることを完膚なきまでに証明している一枚」と評価した。『Skream!』の沖さやこは、前作『魅力がすごいよ』が大きな音楽的進化を遂げたアルバムならば、今作はゲスの極み乙女。が元来持っていた遊び心やユーモアを取り戻した作品と指摘。「音楽性の集大成でもありながら、新たな工夫も散見する意欲作」とコメントした。タワーレコードの田山雄士は、初出の曲が高いクオリティを有している為、既存曲をもっと少なくしても良かったと指摘。また、「ヒップホップ・プログレ・バンド」と名乗っていた初期の曲と現在のそれを比較した上で、本作は「さらなるシニカルさとキャッチーなメロディーで現代人の憂いや心の揺らぎに迫る」と評価した。音楽雑誌『WHAT's IN?』のライター、青木優はアルバムに収録された楽曲を「ハイレベルな楽曲」と位置づけた上で、「川谷絵音がどのように極めて人間臭いテーマで格闘しているさまが実に刺激的。」とコメントしている。また、同誌のライター、平山雄一はアルバムが前作のアルバムよりもセンチメンタルさが増しているとコメントしている。『月刊HMV』の金子厚武は、多彩な楽曲が収録されている中で、本作の軸となっているのは、「泣きながら踊れる人力ダンスミュージック」だと指摘した。

### チャート成績
オリコンの調査によると、「両成敗」は2016年1月13日にフィジカルとしてリリースされた後、発売初週に7.2万枚を売り上げ、オリコンアルバムチャート2016年1月25日付のランキングで1位を記録し、前作『魅力がすごいよ』で記録した最高位4位、初週売上3.8万枚をいずれも大幅に更新し、シングル・アルバム含めバンド史上初の首位獲得となった。
『両成敗』は、BILLbord JAPANのチャートのうち、「Japan Hot100」と「Japan Top  Albums Sales」では、2016年1月25日付のチャートでともに1位を記録し、オリコンチャートと並び首位を獲得した。また、アルバムのリード曲である「両成敗でいいじゃない」は、「Japan Radio Song」で2016年1月18日付のチャートで19位を記録。2週目の2016年1月25日付のチャートでは、7つ順位を上げ、12位を記録した。

## 収録曲
| 全作詞・作曲: 川谷絵音。 |                                    |                               |                               |      |
| #                        | タイトル                           | 作詞                          | 作曲・編曲                    | 時間 |
| 1.                       | 「両成敗でいいじゃない」           | 川谷絵音 [ 18 ] [ 15 ] [ 28 ] | 川谷絵音 [ 18 ] [ 15 ] [ 28 ] | 3:47 |
| 2.                       | 「続けざまの両成敗」               | 川谷絵音 [ 18 ] [ 15 ] [ 28 ] | 川谷絵音 [ 18 ] [ 15 ] [ 28 ] | 4:52 |
| 3.                       | 「ロマンスがありあまる」           | 川谷絵音 [ 18 ] [ 15 ] [ 28 ] | 川谷絵音 [ 18 ] [ 15 ] [ 28 ] | 3:44 |
| 4.                       | 「シリアルシンガー」               | 川谷絵音 [ 18 ] [ 15 ] [ 28 ] | 川谷絵音 [ 18 ] [ 15 ] [ 28 ] | 3:55 |
| 5.                       | 「勤めるリアル」                   | 川谷絵音 [ 18 ] [ 15 ] [ 28 ] | 川谷絵音 [ 18 ] [ 15 ] [ 28 ] | 3:13 |
| 6.                       | 「サイデンティティ」               | 川谷絵音 [ 18 ] [ 15 ] [ 28 ] | 川谷絵音 [ 18 ] [ 15 ] [ 28 ] | 3:24 |
| 7.                       | 「オトナチック」                   | 川谷絵音 [ 18 ] [ 15 ] [ 28 ] | 川谷絵音 [ 18 ] [ 15 ] [ 28 ] | 4:26 |
| 8.                       | 「id 1」                           | 川谷絵音 [ 18 ] [ 15 ] [ 28 ] | 川谷絵音 [ 18 ] [ 15 ] [ 28 ] | 2:58 |
| 9.                       | 「心歌舞く」                       | 川谷絵音 [ 18 ] [ 15 ] [ 28 ] | 川谷絵音 [ 18 ] [ 15 ] [ 28 ] | 3:42 |
| 10.                      | 「セルマ」                         | 川谷絵音 [ 18 ] [ 15 ] [ 28 ] | 川谷絵音 [ 18 ] [ 15 ] [ 28 ] | 3:22 |
| 11.                      | 「無垢」                           | 川谷絵音 [ 18 ] [ 15 ] [ 28 ] | 川谷絵音 [ 18 ] [ 15 ] [ 28 ] | 1:20 |
| 12.                      | 「無垢な季節」                     | 川谷絵音 [ 18 ] [ 15 ] [ 28 ] | 川谷絵音 [ 18 ] [ 15 ] [ 28 ] | 3:31 |
| 13.                      | 「パラレルスペック（funky ver.）」 | 川谷絵音 [ 18 ] [ 15 ] [ 28 ] | 川谷絵音 [ 18 ] [ 15 ] [ 28 ] | 5:17 |
| 14.                      | 「いけないダンス」                 | 川谷絵音 [ 18 ] [ 15 ] [ 28 ] | 川谷絵音 [ 18 ] [ 15 ] [ 28 ] | 4:20 |
| 15.                      | 「私以外私じゃないの」             | 川谷絵音 [ 18 ] [ 15 ] [ 28 ] | 川谷絵音 [ 18 ] [ 15 ] [ 28 ] | 3:52 |
| 16.                      | 「Mr.ゲスX」                       | 川谷絵音 [ 18 ] [ 15 ] [ 28 ] | 川谷絵音 [ 18 ] [ 15 ] [ 28 ] | 4:25 |
| 17.                      | 「煙る」                           | 川谷絵音 [ 18 ] [ 15 ] [ 28 ] | 川谷絵音 [ 18 ] [ 15 ] [ 28 ] | 3:39 |
| 合計時間:                | 合計時間:                          | 63:47                         |                               |      |

| #  | タイトル                                                                               | 作詞 | 作曲・編曲 |
| -- | -------------------------------------------------------------------------------------- | ---- | ---------- |
| 1. | 「オープニング〜無垢な季節（ゲスチック乙女〜アリーナ編〜 ＠横浜アリーナ 2015.10.14）」 |      |            |
| 2. | 「ロマンスがありあまる（ゲスチック乙女〜アリーナ編〜 ＠横浜アリーナ 2015.10.14）」     |      |            |
| 3. | 「オトナチック（ゲスチック乙女〜アリーナ編〜 ＠横浜アリーナ 2015.10.14）」             |      |            |
| 4. | 「momoe（ゲスチック乙女〜アリーナ編〜 ＠横浜アリーナ 2015.10.14）」                    |      |            |
| 5. | 「だけど僕は（ゲスチック乙女〜アリーナ編〜 ＠横浜アリーナ 2015.10.14）」               |      |            |
| 6. | 「両成敗 Recording Offshot Movie」                                                     |      |            |
| 7. | 「両成敗ゲスツアー」                                                                   |      |            |

| #         | タイトル                 | 作詞 | 作曲・編曲 | 時間 |
| --------- | ------------------------ | ---- | ---------- | ---- |
| 1.        | 「両成敗でいいじゃない」 |      |            | 3:46 |
| 合計時間: | 合計時間:                | 3:46 |            |      |

## 参加メンバー
| CD - 川谷絵音：ボーカル/ギター (#1,#2,#3,#4,#7,#9,#13,#15,#16)/キーボード (#3)/カオシレーター (#3)/プログラミング - 休日課長：ベース(#8,#11以外)/コーラス - ちゃんMARI：キーボード/コーラス - ほな・いこか：ドラムス(#8,#11以外)/コーラス - ゲスト - 景山奏：アコースティック・ギター(#8) - 関口将史：チェロ(#10,#11,#14): - 中島優紀：ヴァイオリン(#2,#10,#11,#14) - 伊藤友馬：ヴァイオリン(#10,#11) - 館泉礼一：ヴィオラ(#10,#11) サポート - 佐々木みお：コーラス - えつこ（服部恵津子）：コーラス：(#1,#2,#4,#5,#7,#8,#9,#10,#12,#14,#16,#17) | DVD - 川谷絵音：ボーカル/ギター (#2,#3,#4)/キーボード (#2)/カオシレーター (#2) - 休日課長：ベース/コーラス - ちゃんMARI：キーボード/コーラス - ほな・いこか：ドラムス/コーラス ゲスト - 景山奏：ギター(#4) |

サポート
- 佐々木みお：コーラス
- えつこ（服部恵津子）：コーラス

## チャート
| チャート                         | 最高 順位 | 出典   |
| -------------------------------- | --------- | ------ |
| 日本・オリコンCDシングルチャート | 1         | [ 21 ] |
| 日本・Japan Hot 100              | 1         | [ 24 ] |
| 日本・Japan Top Sales            | 1         | [ 25 ] |

| チャート                | 最高 順位 | 出典   |
| ----------------------- | --------- | ------ |
| 日本・Japan Radio Songs | 12        | [ 26 ] |

### 売り上げ
| 集計団体 | 売り上げ/枚 | 出典   |
| -------- | ----------- | ------ |
| オリコン | 107,802     | [ 23 ] |

## 発売日一覧
| 国                                      | 発売/発信元                                             | 発売日/発売期間                           | 規格                                                | 規格品番                                           | 出典          |
| --------------------------------------- | ------------------------------------------------------- | ----------------------------------------- | --------------------------------------------------- | -------------------------------------------------- | ------------- |
| 日本                                    | ワーナーミュージック・ジャパンdヒッツ（レコチョク）     | 2016年1月1日 - 2016年1月5日23時59分 (JST) | デジタル・ダウンロード （「両成敗でいいじゃない」） | N/A                                                | [ 5 ]         |
| 日本 世界                               | ワーナーミュージック・ジャパンレコチョクApple（iTunes） | 2016年1月12日                             | デジタル・ダウンロード                              | N/A                                                | [ 29 ]        |
| 日本                                    | ワーナーミュージック・ジャパン                          | 2016年1月13日                             | CDCD+DVD                                            | WPZL-31141/2, WPCL-12297, WPZL31141LH, WPCL12297LH | [ 18 ] [ 15 ] |
| "N/A"は該当する値がないことを意味する。 |                                                         |                                           |                                                     |                                                    |               |